# Tommy Johnston
Thomas „Tommy“ Bourhill Johnston (* 18. August 1927 in Loanhead, Vereinigtes Königreich; † 4. September 2008 in Shoalhaven City, Australien) war ein schottischer Fußballspieler.

## Sportlicher Werdegang
Johnston spielte zunächst bei den Gilmerton Drumbirds sowie Loanhead Mayflower und begann seine Profilaufbahn beim seinerzeitigen Zweitligisten FC Kilmarnock, für den er im Dezember 1949 in der Meisterschaft debütierte. Schnell etablierte er sich als regelmäßiger Torschütze, so dass ihn der englische Drittligist FC Darlington Anfang 1951 abwarb. Im März 1952 wechselte er innerhalb der Nordstaffel zunächst zum Ligakonkurrenten Oldham Athletic, wurde aber bereits nach wenigen Spielen in der anschließenden Sommerpause von Norwich City aus der Südstaffel abgeworben. Hier spielte er zwei Spielzeiten, ehe er 1954 zum in Wales beheimateten Drittligisten Newport County weiterzog. Mit 46 in 63 Ligaspielen in den folgenden beiden Spielzeiten weckte er das Interesse des im Aufstiegsrennen befindlichen Ligakonkurrenten Leyton Orient, der ihn im Februar 1956 unter Vertrag nahm und neben der Ablösesumme von 4.500 Pfund Mike Burgess nach Wales transferierte. Nach dem Aufstieg in die Second Division gehörte er auch dort zu den besten Torschützen. Während der Spielzeit 1957/58 wechselte er zu den Blackburn Rovers. Mit 43 Treffern für beide Klubs im Saisonverlauf krönte er sich zum Torschützenkönig, zudem führte er die Rovers auf den zweiten Tabellenplatz hinter West Ham United und damit zum Aufstieg in die First Division. Nach fünf Toren in den ersten drei Erstligaspielen fasste er dort jedoch nicht dauerhaft Fuß und kehrte im Februar 1959 zu Leyton Orient zurück, wo er bis 1961 auf Torejagd ging. Beim FC Gillingham in der Fourth Division und später Folkestone Town in der Southern Football League ließ er seine Karriere ausklingen, in der er in den Spielklassen der Football League über 200 Tore erzielt hatte. Im Januar 1972 wanderte er mit seiner Familie nach New South Wales aus.